# Iris (rete televisiva)
Iris è un canale televisivo gratuito italiano edito da Mediaset disponibile sul digitale terrestre italiano e via satellite con la piattaforma Tivùsat, lanciato il 30 novembre 2007.
Lo speaker ufficiale del canale è il doppiatore Luca Bottale, dal 2013.

## Diffusione
Iris è visibile in HD sul digitale terrestre nel multiplex Mediaset 1, sulle LCN 22 e 522, sul satellite sull'LCN 11 di Tivùsat e 325 di Sky, in streaming in HD su TIMvision e su Mediaset Infinity.
Dal 2 gennaio 2019 diventa disponibile anche all'interno della piattaforma Sky Italia.
Il 28 dicembre 2020 la versione satellitare del canale passa in modalità DVB-S2, diventando ricevibile dai soli dispositivi abilitati all'alta definizione. Lo stesso passaggio è accaduto il 17 gennaio 2022 sul DTT, dov'è passato alla codifica MPEG-4.
Il 14 luglio 2022 passa all'HD la versione satellitare, il 15 novembre quella su Timvision, il 21 dicembre successivo quella sul digitale terrestre e il 17 gennaio 2023 anche su Mediaset Infinity.

## Palinsesto
Il palinsesto di Iris trasmette in prevalenza film d'autore italiani e internazionali ma soprattutto del genere drammatico e thriller; Iris è, quindi, un canale specializzato nella messa in onda dei film che non trovano spazio nei palinsesti delle reti con un target più generale maschile. L'offerta cinematografica si articola attraverso cicli.
La programmazione del day time spazia dal grande cinema d'autore a quello moderno e contemporaneo, offrendo produzioni italiane ed internazionali. La prima e la seconda serata sono invece strutturate in diversi cicli a tema, che spaziano dalla rassegna dedicata ai classici del cinema, alle opere italiane contemporanee, ai film di produzione europea, e a serate dedicate a particolari generi cinematografici, o a grandi registi e attori.
Oltre al cinema, trovano spazio nella programmazione anche sitcom e serie TV cult; l'offerta di Iris, inoltre comprende diverse rubriche, come il magazine Adesso, cinema! e TGcom. Nel 2011 ha trasmesso in esclusiva il quiz Parole crociate, condotto da Daniele Bossari e realizzato in collaborazione con la rivista La Settimana Enigmistica.
L'11 maggio 2016 il film Sole a catinelle di Checco Zalone, posto in concorrenza con la semifinale di Italia's Got Talent di TV8, ha raccolto 1 339 000 spettatori, stabilendo il record d'ascolto della rete (4,94% di share).

### Contenitori
- Ti racconto un libro – è l'appuntamento di Iris con l'universo dei libri e con i suoi protagonisti. Scritto e condotto da Christian Mascheroni e Marta Perego.
- Iris la settimana – un magazine per scoprire tutte le novità su film, spettacoli teatrali, concerti di musica classica e le mostre più importanti.
- Io l'ho visto – Carlo Rossella introduce i film della prima serata, con commenti e aneddoti.
- Note di cinema – la giornalista Anna Praderio firma questa rubrica, che approfondisce, con servizi e interviste ai protagonisti del cinema italiano e internazionale.
- Storie di cinema – l'attore e giornalista cinematografico Tatti Sanguineti approfondisce a turno, la carriera di persone che hanno lasciato la loro firma al cinema, come attori, registi e sceneggiatori.
- Note d'arte – la giornalista Daniela Annaro firma questa rubrica, che suggerisce visite ai musei ed alle mostre più importanti d'Italia.
- Iris ai festival – i grandi festival cinematografici di Berlino, Cannes e Venezia, seguiti durante tutta la durata delle manifestazioni.
- Adesso, cinema! – magazine settimanale (in onda ogni giovedì in seconda serata e in replica il sabato e la domenica) che propone al pubblico notizie sui film in uscita, interviste alle star e ai grandi attori italiani e internazionali, numerose rubriche. Condotto da Marta Perego, scritto da Marta Perego e Christian Mascheroni.
- Scuola di Cult – rubrica di approfondimento sulle commedie all'italiana scritta e condotta da Enrico Tamburini

## Principali conduttori
- Anna Praderio
- Carlo Rossella
- Christian Mascheroni
- Daniela Annaro
- Daniele Bossari
- Marta Perego
- Tatti Sanguineti
- Enrico Tamburini

## Ascolti

### Share mensile di Iris
Dati Auditel relativi al giorno medio mensile sul target individui 4+.
| Anno | Gen   | Feb   | Mar   | Apr   | Mag   | Giu   | Lug   | Ago   | Set   | Ott   | Nov   | Dic   | Media anno |
| ---- | ----- | ----- | ----- | ----- | ----- | ----- | ----- | ----- | ----- | ----- | ----- | ----- | ---------- |
| 2009 | -     | -     | -     | -     | -     | -     | -     | -     | -     | -     | -     | 0,36% | 0,03%      |
| 2010 | 0,40% | 0,38% | 0,40% | 0,46% | 0,51% | 0,58% | 0,53% | 0,64% | 0,58% | 0,57% | 0,65% | 0,76% | 0,54%      |
| 2011 | 0,88% | 0,78% | 0,76% | 0,86% | 0,81% | 0,90% | 0,79% | 0,90% | 0,83% | 0,78% | 0,85% | 1,08% | 0,84%      |
| 2012 | 0,95% | 0,97% | 0,99% | 1,00% | 1,04% | 1,10% | 1,07% | 1,18% | 1,14% | 1,30% | 1,20% | 1,32% | 1,10%      |
| 2013 | 1,26% | 1,22% | 1,16% | 1,28% | 1,29% | 1,39% | 1,44% | 1,38% | 1,21% | 1,39% | 1,35% | 1,36% | 1,31%      |
| 2014 | 1,47% | 1,26% | 1,29% | 1,31% | 1,38% | 1,42% | 1,30% | 1,25% | 1,20% | 1,22% | 1,34% | 1,26% | 1,31%      |
| 2015 | 1,48% | 1,34% | 1,36% | 1,34% | 1,21% | 1,45% | 1,21% | 1,31% | 1,27% | 1,26% | 1,32% | 1,33% | 1,32%      |
| 2016 | 1,43% | 1,23% | 1,30% | 1,25% | 1,25% | 1,18% | 1,32% | 1,36% | 1,39% | 1,35% | 1,34% | 1,28% | 1,31%      |
| 2017 | 1,21% | 1,16% | 1,10% | 1,21% | 1,22% | 1,24% | 1,22% | 1,24% | 1,24% | 1,23% | 1,17% | 1,21% | 1,20%      |
| 2018 | 1,28% | 1,12% | 1,09% | 1,05% | 1,07% | 1,14% | 1,12% | 1,19% | 1,06% | 1,03% | 1,09% | 1,17% | 1,12%      |
| 2019 | 1,15% | 0,99% | 1,03% | 1,11% | 1,12% | 1,18% | 1,15% | 1,21% | 1,15% | 1,26% | 1,31% | 1,42% | 1,17%      |
| 2020 | 1,26% | 0,99% | 1,19% | 1,35% | 1,20% | 1,30% | 1,19% | 1,18% | 1,20% | 1,24% | 1,33% | 1,36% | 1,23%      |
| 2021 | 1,28% | 1,22% | 1,12% | 1,10% | 1,20% | 1,19% | 1,16% | 1,31% | 1,20% | 1,29% | 1,36% | 1,36% | 1,23%      |
| 2022 | 1,34% | 1,16% | 1,14% | 1,15% | 1,31% | 1,42% | 1,38% | 1,44% | 1,43% | 1,38% | 1,40% | 1,52% | 1,33%      |
| 2023 | 1,41% | 1,37% | 1,40% | 1,43% | 1,36% | 1,49% | 1,41% | 1,54% | 1,40% | 1,37% | 1,46% | 1,47% | 1,43%      |
| 2024 | 1,40% | 1,23% | 1,35% | 1,31% | 1,32% | 1,29% | 1,26% | 1,34% | 1,28% | 1,34% | 1,40% | 1,36% | 1,32%      |
| 2025 | 1,37% | 1,23% | 1,31% | 1,31% | 1,23% | 1,35% |       |       |       |       |       |       |            |

## Direttori
| Nome            | Periodo   |
| --------------- | --------- |
| Giuseppe Feyles | 2007-2014 |
| Marco Costa     | dal 2014  |

## Loghi

30 novembre 2007 - 12 giugno 2013
In uso dal 13 giugno 2013